# Portada/article agost 12

## La Baronia de Rialb
La Baronia de Rialb és un extens municipi prepirinenc al nord-est de la comarca de la Noguera, vertebrat al voltant del riu Rialb en el seu curs mitjà (Rialb Sobirà) i baix (Rialb Jussà) i que s'inicia al sud a la riba esquerra del Segre fins a la Serra de Grau de Moles, a les altures del Cogulló de Sant Quiri (1.355 m d'altitud). El cap municipal actual és Gualter; anteriorment era la Torre de Rialb.
El terme municipal se situa a la comarca natural del Segre Mitjà, en el pas de transició entre la plana de Lleida cap a les muntanyes i les valls del Pirineu català occidental. Limita amb les comarques de l'Alt Urgell, a l'est (Peramola i Coll de Nargó); el Pallars Jussà, al nord-oest (Benavent de la Conca); i amb els municipis de Tiurana, Ponts i Artesa de Segre (la Noguera) pel sud i sud-oest. De poblament dispers i relleu accidentat, té l'estatus de municipi d'alta muntanya.